# Myristica simiarum
Myristica simiarum är en tvåhjärtbladig växtart. Myristica simiarum ingår i släktet Myristica och familjen Myristicaceae.

## Underarter
Arten delas in i följande underarter:
- M. s. calcarea
- M. s. celebica
- M. s. simiarum